# Eleições gerais na Espanha em 2011
As eleições gerais na Espanha em 2011 foram realizadas em 20 de novembro para eleger todos os 350 deputados do Congresso e 208 dos 264 senadores, determinando o primeiro-ministro. Estas eleições definiram a composição parlamentar da décima legislatura do país. O governo de José Luis Zapatero, do Partido Socialista Operário Espanhol (PSOE), terminaria o seu mandato em 2012, mas foram convocadas eleições antecipadas. A estas Zapatero não se apresentou, tendo sido substituído na liderança do PSOE por Alfredo Pérez Rubalcaba. Mariano Rajoy, líder do Partido Popular, partido de caráter conservador foi apontado como favorito em todas as sondagens para ocupar o cargo de primeiro-ministro. O Partido Popular, por si liderado, acabou por vencer com maioria absoluta e com mais de 44% dos votos

## Sondagens de avaliação de intenção de voto

### Centro de Investigações Sociológicas (CIS)
| Data            | PSOE  | PP    | IU   | CiU  | ERC  | PNV  | BNG  | CC   | NaBai | UPyD | Outros | Nenhum |
| --------------- | ----- | ----- | ---- | ---- | ---- | ---- | ---- | ---- | ----- | ---- | ------ | ------ |
| Abril de 2008   | 43.6% | 37.6% | 3.9% | 3.2% | 1.6% | 1.5% | 1.1% | —    | —     | 2.6% | 2.3%   | 2.6%   |
| Julho de 2008   | 39.5% | 39.3% | 4.8% | 3.3% | 1.5% | 1.1% | 0.9% | —    | —     | 2.5% | 4.0%   | 3.1%   |
| Outubro de 2008 | 39.7% | 39.7% | 4.3% | 3.8% | 1.3% | 1.1% | 0.9% | —    | —     | 2.9% | 4.1%   | 2.1%   |
| Janeiro de 2009 | 39.7% | 39.5% | 4.5% | 3.4% | 1.3% | 1.1% | 1.0% | —    | —     | 3.1% | 4.3%   | 2.1%   |
| Abril de 2009   | 40.8% | 40.0% | 4.5% | 3.4% | 1.5% | 1.0% | 0.6% | —    | —     | 2.9% | 3.8%   | 1.5%   |
| Julho de 2009   | 39.0% | 40.2% | 4.6% | 3.4% | 1.6% | 1.2% | 0.8% | 0.5% | —     | 3.2% | 3.1%   | 2.4%   |
| Outubro de 2009 | 37.7% | 41.0% | 4.7% | 3.7% | 1.5% | 1.3% | 0.8% | 0.5% | —     | 3.7% | 3.2%   | 1.9%   |
| Janeiro de 2010 | 36.2% | 40.0% | 6.1% | 3.7% | 1.3% | 1.0% | 0.8% | 0.9% | —     | 4.4% | 3.5%   | 2.1%   |
| Abril de 2010   | 38.0% | 39.5% | 5.8% | 3.6% | 1.0% | 1.3% | 0.7% | 0.6% | —     | 3.3% | 3.7%   | 2.5%   |
| Julho de 2010   | 34.9% | 41.2% | 5.4% | 4.1% | 1.4% | 1.3% | 1.1% | 0.4% | —     | 3.8% | 4.0%   | 2.4%   |
| Outubro de 2010 | 34.3% | 42.2% | 6.2% | 3.5% | 0.8% | 1.2% | 0.8% | 0.7% | —     | 4.1% | 3.2%   | 1.1%   |
| Janeiro de 2011 | 34.0% | 44.1% | 5.7% | 3.9% | 0.8% | 1.2% | 0.9% | 0.5% | —     | 2.9% | 3.5%   | 2.5%   |
| Abril de 2011   | 33.4% | 43.8% | 5.2% | 3.5% | 1.3% | 1.3% | 0.9% | 0.5% | 0.4%  | 3.5% | 3.8%   | 2.2%   |
| Julho de 2011   | 36.0% | 43.1% | 5.1% | 3.1% | 1.1% | 1.0% | 0.5% | 0.5% | 0.2%  | 3.0% | 4.3%   | 2.1%   |

## Candidatos
Os principais candidatos (líderes) dos principais partidos foram:
| Partido                 | Partido                              | Líder                       | Ideologia               | Espectro        |
| ----------------------- | ------------------------------------ | --------------------------- | ----------------------- | --------------- |
|                         | Partido Socialista Operário Espanhol | Alfredo Pérez Rubalcaba     | Social-democracia       | Centro-esquerda |
|                         | Partido Popular                      | Mariano Rajoy               | Conservadorismo         | Centro-direita  |
|                         | Esquerda Unida                       | Cayo Lara                   | Socialismo              | Esquerda        |
|                         | Convergência e União                 | Josep Antoni Duran i Lleida | Nacionalismo catalão    | Centro-direita  |
| Conservadorismo liberal | Convergência e União                 | Josep Antoni Duran i Lleida |                         | Centro-direita  |
|                         | Partido Nacionalista Basco           | Josu Erkoreka               | Nacionalismo basco      | Centro          |
| Democracia cristã       | Partido Nacionalista Basco           | Josu Erkoreka               |                         | Centro          |
|                         | União, Progresso e Democracia        | Rosa Díez                   | Liberalismo social      | Centro          |
|                         | Esquerda Republicana da Catalunha    | Alfred Bosch                | Nacionalismo catalão    | Centro-esquerda |
| Social-democracia       | Esquerda Republicana da Catalunha    | Alfred Bosch                |                         | Centro-esquerda |
|                         | Bloco Nacionalista Galego            | Francisco Jorquera          | Nacionalismo galego     | Esquerda        |
| Socialismo              | Bloco Nacionalista Galego            | Francisco Jorquera          |                         | Esquerda        |
|                         | Coligação Canária-Nova Canárias      | Ana Oramas                  | Nacionalismo canário    | Centro          |
| Centrismo               | Coligação Canária-Nova Canárias      | Ana Oramas                  |                         | Centro          |
|                         | Geroa Bai                            | Uxue Barkos                 | Nacionalismo basco      | Centro-esquerda |
| Social-democracia       | Geroa Bai                            | Uxue Barkos                 |                         | Centro-esquerda |
|                         | Amaiur                               | Iñaki Antigüedad            | Nacionalismo basco      | Esquerda        |
| Esquerda Abertzale      | Amaiur                               | Iñaki Antigüedad            |                         | Esquerda        |
|                         | Compromís                            | Joan Baldoví                | Nacionalismo valenciano | Esquerda        |
| Ecossocialismo          | Compromís                            | Joan Baldoví                |                         | Esquerda        |
|                         | Fórum Astúrias                       | Enrique Álvarez Sostres     | Conservadorismo         | Centro-direita  |

## Resultados Oficiais
| Partido                 | Partido                              | Votos         | %               | +/-           | Deputados     | +/-           |
| ----------------------- | ------------------------------------ | ------------- | --------------- | ------------- | ------------- | ------------- |
|                         | Partido Popular                      | 10 866 566    | 44,63 / 100,00  | 4,52          | 186 / 350     | 32            |
|                         | Partido Socialista Operário Espanhol | 7 003 511     | 28,76 / 100,00  | 15,11         | 110 / 350     | 59            |
|                         | Esquerda Unida                       | 1 686 040     | 6,92 / 100,00   | 3,15          | 11 / 350      | 9             |
|                         | União, Progresso e Democracia        | 1 143 225     | 4,70 / 100,00   | 3,51          | 5 / 350       | 4             |
|                         | Convergência e União                 | 1 015 691     | 4,17 / 100,00   | 1,14          | 16 / 350      | 6             |
|                         | Amaiur                               | 334 498       | 1,37 / 100,00   | 1,05          | 7 / 350       | 7             |
|                         | Partido Nacionalista Basco           | 324 317       | 1,33 / 100,00   | 0,14          | 5 / 350       | 1             |
|                         | Esquerda Republicana da Catalunha    | 256 985       | 1,06 / 100,00   | 0,10          | 3 / 350       | Estável       |
|                         | Bloco Nacionalista Galego            | 184 037       | 0,76 / 100,00   | 0,07          | 2 / 350       | Estável       |
|                         | Coligação Canária-Nova Canárias      | 143 881       | 0,59 / 100,00   | 0,24          | 2 / 350       | Estável       |
|                         | Compromís                            | 125 306       | 0,51 / 100,00   | 0,39          | 1 / 350       | 1             |
|                         | Fórum Astúrias                       | 99 473        | 0,41 / 100,00   | Novo          | 1 / 350       | Novo          |
|                         | Geroa Bai                            | 42 415        | 0,17 / 100,00   | 0,07          | 1 / 350       | Estável       |
|                         | Outros (com menos de 1,00%)          | 789 480       | 3,24 / 100,00   |               | 0 / 350       |               |
| Votos Inválidos         | Votos Inválidos                      | 651 016       | 2,66 / 100,00   | 0,91          |               |               |
| Total                   | Total                                | 24 666 441    | 100,00 / 100,00 |               | 350 / 350     |               |
| Eleitorado/Participação | Eleitorado/Participação              | 35 779 491    | 68,94 / 100,00  | 4,91          |               |               |
| Fonte                   | Fonte                                | [ 13 ] [ 14 ] | [ 13 ] [ 14 ]   | [ 13 ] [ 14 ] | [ 13 ] [ 14 ] | [ 13 ] [ 14 ] |
|                         |                                      |               |                 |               |               |               |

## Resultados por comunidades autónomas
| Comunidade      | %    | D   | %    | D    | %    | D  | %    | D    | %    | D   | %    | D   | %    | D    | %   | D   | %    | D   | %     | D     | %   | D   | %    | D   | %    | D    | D   | Votantes   |
| Comunidade      | PP   | PP  | PSOE | PSOE | IU   | IU | UPyD | UPyD | CiU  | CiU | AMA  | AMA | PNV  | PNV  | ERC | ERC | BNG  | BNG | CC-NC | CC-NC | COM | COM | FAC  | FAC | GBai | GBai | D   | Votantes   |
| --------------- | ---- | --- | ---- | ---- | ---- | -- | ---- | ---- | ---- | --- | ---- | --- | ---- | ---- | --- | --- | ---- | --- | ----- | ----- | --- | --- | ---- | --- | ---- | ---- | --- | ---------- |
| Andaluzia       | 45,6 | 33  | 36,6 | 25   | 8,3  | 2  | 4,8  | -    | -    | -   | -    | -   | -    | -    | -   | -   | -    | -   | -     | -     | -   | -   | -    | -   | -    | -    | 60  | 4 403 048  |
| Aragão          | 47,7 | 8   | 31,5 | 4    | 10,5 | 1  | 5,8  | -    | -    | -   | -    | -   | -    | -    | -   | -   | -    | -   | -     | -     | -   | -   | -    | -   | -    | -    | 13  | 723 071    |
| Astúrias        | 35,4 | 3   | 29,3 | 3    | 13,2 | 1  | 3,9  | -    | -    | -   | -    | -   | -    | -    | -   | -   | -    | -   | -     | -     | -   | -   | 14,7 | 1   | -    | -    | 8   | 638 629    |
| Baleares        | 49,6 | 5   | 28,9 | 3    | 4,9  | -  | 4,2  | -    | -    | -   | -    | -   | -    | -    | 1,1 | -   | -    | -   | -     | -     | -   | -   | -    | -   | -    | -    | 8   | 445 488    |
| Canárias        | 48,0 | 9   | 24,9 | 4    | 4,3  | -  | 2,6  | -    | -    | -   | -    | -   | -    | -    | -   | -   | -    | -   | 15,5  | 2     | -   | -   | -    | -   | -    | -    | 15  | 946 008    |
| Cantábria       | 52,2 | 4   | 25,2 | 1    | 3,6  | -  | 3,6  | -    | -    | -   | -    | -   | -    | -    | -   | -   | -    | -   | -     | -     | -   | -   | -    | -   | -    | -    | 5   | 355 289    |
| Castela e Leão  | 55,4 | 21  | 29,2 | 11   | 5,6  | -  | 6,1  | -    | -    | -   | -    | -   | -    | -    | -   | -   | -    | -   | -     | -     | -   | -   | -    | -   | -    | -    | 32  | 1 544 743  |
| Castela-Mancha  | 55,8 | 14  | 30,3 | 7    | 5,8  | -  | 5,0  | -    | -    | -   | -    | -   | -    | -    | -   | -   | -    | -   | -     | -     | -   | -   | -    | -   | -    | -    | 21  | 1 190 570  |
| Catalunha       | 20,7 | 11  | 26,7 | 14   | 8,1  | 3  | 1,2  | -    | 29,4 | 16  | -    | -   | -    | -    | 7,1 | 3   | -    | -   | -     | -     | -   | -   | -    | -   | -    | -    | 47  | 3 516 310  |
| Ceuta           | 65,9 | 1   | 20,3 | -    | 1,8  | -  | 3,3  | -    | -    | -   | -    | -   | -    | -    | -   | -   | -    | -   | -     | -     | -   | -   | -    | -   | -    | -    | 1   | 32 282     |
| Com. Valenciana | 53,3 | 20  | 26,8 | 10   | 6,5  | 1  | 5,6  | 1    | -    | -   | -    | -   | -    | -    | 0,3 | -   | -    | -   | -     | -     | 4,8 | 1   | -    | -   | -    | -    | 33  | 2 639 090  |
| Estremadura     | 51,2 | 6   | 37,2 | 4    | 5,7  | -  | 3,5  | -    | -    | -   | -    | -   | -    | -    | -   | -   | -    | -   | -     | -     | -   | -   | -    | -   | -    | -    | 10  | 672 301    |
| Galiza          | 52,5 | 15  | 27,8 | 6    | 4,1  | -  | 1,2  | -    | -    | -   | -    | -   | -    | -    | -   | -   | 11,2 | 2   | -     | -     | -   | -   | -    | -   | -    | -    | 23  | 1 672 841  |
| Madrid          | 51,0 | 19  | 26,1 | 10   | 8,0  | 3  | 10,3 | 4    | -    | -   | -    | -   | -    | -    | -   | -   | -    | -   | -     | -     | -   | -   | -    | -   | -    | -    | 36  | 3 409 331  |
| Melilha         | 66,7 | 1   | 25,3 | -    | -    | -  | 3,7  | -    | -    | -   | -    | -   | -    | -    | -   | -   | -    | -   | -     | -     | -   | -   | -    | -   | -    | -    | 1   | 27 034     |
| Múrcia          | 64,2 | 8   | 21,0 | 2    | 5,7  | -  | 6,3  | -    | -    | -   | -    | -   | -    | -    | -   | -   | -    | -   | -     | -     | -   | -   | -    | -   | -    | -    | 10  | 741 554    |
| Navarra         | 38,2 | 2   | 22,0 | 1    | 5,5  | -  | 2,1  | -    | -    | -   | 14,9 | 1   | GBai | GBai | -   | -   | -    | -   | -     | -     | -   | -   | -    | -   | 12,8 | 1    | 5   | 336 440    |
| País Basco      | 17,8 | 3   | 21,6 | 4    | 3,7  | -  | 1,8  | -    | -    | -   | 24,1 | 6   | 27,4 | 5    | -   | -   | -    | -   | -     | -     | -   | -   | -    | -   | -    | -    | 18  | 1 195 705  |
| La Rioja        | 54,7 | 3   | 31,1 | 1    | 4,6  | -  | 6,0  | -    | -    | -   | -    | -   | -    | -    | -   | -   | -    | -   | -     | -     | -   | -   | -    | -   | -    | -    | 4   | 176 707    |
| Espanha         | 44,6 | 186 | 28,8 | 110  | 6,9  | 11 | 4,7  | 5    | 4,2  | 16  | 1,4  | 7   | 1,3  | 5    | 1,1 | 3   | 0,8  | 2   | 0,6   | 2     | 0,5 | 1   | 0,4  | 1   | 0,2  | 1    | 350 | 24 666 441 |

#### Andaluzia
| Partido                 | Partido                              | Votos     | %               | +/-   | Deputados | +/-     |
| ----------------------- | ------------------------------------ | --------- | --------------- | ----- | --------- | ------- |
|                         | Partido Popular                      | 1 985 612 | 45,57 / 100,00  | 7,39  | 33 / 60   | 8       |
|                         | Partido Socialista Operário Espanhol | 1 594 893 | 36,60 / 100,00  | 15,33 | 25 / 60   | 11      |
|                         | Esquerda Unida                       | 360 212   | 8,27 / 100,00   | 3,16  | 2 / 60    | 2       |
|                         | União, Progresso e Democracia        | 207 923   | 4,77 / 100,00   | 3,87  | 0 / 60    | Estável |
|                         | Partido Andalucista                  | 76 999    | 1,77 / 100,00   | 0,25  | 0 / 60    | Estável |
|                         | Outros (com menos de 1,00%)          | 78 837    | 1,81 / 100,00   |       | 0 / 60    |         |
| Votos Inválidos         | Votos Inválidos                      | 98 572    | 2,25 / 100,00   | 0,67  |           |         |
| Total                   | Total                                | 4 403 048 | 100,00 / 100,00 |       | 60 / 60   | 1       |
| Eleitorado/Participação | Eleitorado/Participação              | 6 390 138 | 68,90 / 100,00  | 3,87  |           |         |

#### Aragão
| Partido                 | Partido                              | Votos     | %               | +/-   | Deputados | +/-     |
| ----------------------- | ------------------------------------ | --------- | --------------- | ----- | --------- | ------- |
|                         | Partido Popular-Partido Aragonês     | 339 502   | 47,70 / 100,00  | 5,47  | 8 / 13    | 3       |
|                         | Partido Socialista Operário Espanhol | 224 314   | 31,52 / 100,00  | 14,87 | 4 / 13    | 4       |
|                         | Esquerda Unida-Chunta Aragonesista   | 74 944    | 10,53 / 100,00  | 2,71  | 1 / 13    | 1       |
|                         | União, Progresso e Democracia        | 41 032    | 5,77 / 100,00   | 4,63  | 0 / 13    | Estável |
|                         | Outros (com menos de 1,00%)          | 17 365    | 2,44 / 100,00   |       | 0 / 13    |         |
| Votos Inválidos         | Votos Inválidos                      | 25 914    | 3,61 / 100,00   | 1,82  |           |         |
| Total                   | Total                                | 723 071   | 100,00 / 100,00 |       | 13 / 13   |         |
| Eleitorado/Participação | Eleitorado/Participação              | 1 018 510 | 70,99 / 100,00  | 4,93  |           |         |

#### Astúrias
| Partido                 | Partido                              | Votos   | %               | +/-   | Deputados | +/-     |
| ----------------------- | ------------------------------------ | ------- | --------------- | ----- | --------- | ------- |
|                         | Partido Popular                      | 223 906 | 35,40 / 100,00  | 6,18  | 3 / 8     | 1       |
|                         | Partido Socialista Operário Espanhol | 185 526 | 29,34 / 100,00  | 17,59 | 3 / 8     | 1       |
|                         | Fórum Astúrias                       | 92 828  | 14,68 / 100,00  | Novo  | 1 / 8     | Novo    |
|                         | Esquerda Unida                       | 83 755  | 13,24 / 100,00  | 6,06  | 1 / 8     | 1       |
|                         | União, Progresso e Democracia        | 24 721  | 3,91 / 100,00   | 2,55  | 0 / 8     | Estável |
|                         | Outros (com menos de 1,00%)          | 13 308  | 2,10 / 100,00   |       | 0 / 8     |         |
| Votos Inválidos         | Votos Inválidos                      | 14 585  | 2,30 / 100,00   | 0,41  |           |         |
| Total                   | Total                                | 638 629 | 100,00 / 100,00 |       | 8 / 8     |         |
| Eleitorado/Participação | Eleitorado/Participação              | 989 045 | 64,57 / 100,00  | 6,72  |           |         |

#### Baleares
| Partido                 | Partido                              | Votos   | %               | +/-   | Deputados | +/-     |
| ----------------------- | ------------------------------------ | ------- | --------------- | ----- | --------- | ------- |
|                         | Partido Popular                      | 217 327 | 49,59 / 100,00  | 5,62  | 5 / 8     | 1       |
|                         | Partido Socialista Operário Espanhol | 126 512 | 28,87 / 100,00  | 15,36 | 3 / 8     | 1       |
|                         | PSM-Iniciativa-Acordo-Equo           | 31 417  | 7,17 / 100,00   | 1,80  | 0 / 8     | Estável |
|                         | Esquerda Unida                       | 21 668  | 4,94 / 100,00   | 2,10  | 0 / 8     | Estável |
|                         | União, Progresso e Democracia        | 18 525  | 4,23 / 100,00   | 3,57  | 0 / 8     | Estável |
|                         | Esquerda Republicana da Catalunha    | 4 681   | 1,07 / 100,00   | -     | 0 / 8     | -       |
|                         | Outros (com menos de 1,00%)          | 10 201  | 2,32 / 100,00   |       | 0 / 8     |         |
| Votos Inválidos         | Votos Inválidos                      | 15 157  | 3,43 / 100,00   | 1,31  |           |         |
| Total                   | Total                                | 445 488 | 100,00 / 100,00 |       | 8 / 8     |         |
| Eleitorado/Participação | Eleitorado/Participação              | 730 740 | 60,96 / 100,00  | 6,61  |           |         |

#### Canárias
| Partido                 | Partido                              | Votos     | %               | +/-   | Deputados | +/-     |
| ----------------------- | ------------------------------------ | --------- | --------------- | ----- | --------- | ------- |
|                         | Partido Popular                      | 446 118   | 47,97 / 100,00  | 12,97 | 9 / 15    | 3       |
|                         | Partido Socialista Operário Espanhol | 231 086   | 24,85 / 100,00  | 14,72 | 4 / 15    | 3       |
|                         | Coligação Canária-Nova Canárias      | 143 881   | 15,47 / 100,00  | 5,83  | 2 / 15    | Estável |
|                         | Esquerda Unida                       | 40 123    | 4,31 / 100,00   | 3,06  | 0 / 15    | Estável |
|                         | União, Progresso e Democracia        | 24 524    | 2,64 / 100,00   | 2,28  | 0 / 15    | Estável |
|                         | Equo                                 | 15 587    | 1,68 / 100,00   | Novo  | 0 / 15    | Novo    |
|                         | Outros (com menos de 1,00%)          | 16 547    | 1,78 / 100,00   |       | 0 / 15    |         |
| Votos Inválidos         | Votos Inválidos                      | 28 142    | 3,00 / 100,00   | 1,61  |           |         |
| Total                   | Total                                | 946 008   | 100,00 / 100,00 |       | 15 / 15   |         |
| Eleitorado/Participação | Eleitorado/Participação              | 1 587 295 | 59,60 / 100,00  | 6,27  |           |         |

#### Cantábria
| Partido                 | Partido                              | Votos   | %               | +/-   | Deputados | +/-     |
| ----------------------- | ------------------------------------ | ------- | --------------- | ----- | --------- | ------- |
|                         | Partido Popular                      | 183 244 | 52,17 / 100,00  | 2,18  | 4 / 5     | 1       |
|                         | Partido Socialista Operário Espanhol | 88 624  | 25,23 / 100,00  | 18,38 | 1 / 5     | 1       |
|                         | Partido Regionalista da Cantábria    | 44 010  | 12,53 / 100,00  | Novo  | 0 / 5     | Novo    |
|                         | União, Progresso e Democracia        | 12 614  | 3,59 / 100,00   | 2,21  | 0 / 5     | Estável |
|                         | Esquerda Unida                       | 12 608  | 3,59 / 100,00   | 1,32  | 0 / 5     | Estável |
|                         | Outros (com menos de 1,00%)          | 5 992   | 1,71 / 100,00   |       | 0 / 5     |         |
| Votos Inválidos         | Votos Inválidos                      | 8 197   | 2,32 / 100,00   | 0,30  |           |         |
| Total                   | Total                                | 355 289 | 100,00 / 100,00 |       | 5 / 5     |         |
| Eleitorado/Participação | Eleitorado/Participação              | 496 483 | 71,56 / 100,00  | 4,82  |           |         |

#### Castela e Leão
| Partido                 | Partido                              | Votos     | %               | +/-   | Deputados | +/-     |
| ----------------------- | ------------------------------------ | --------- | --------------- | ----- | --------- | ------- |
|                         | Partido Popular                      | 843 110   | 55,37 / 100,00  | 5,36  | 21 / 32   | 3       |
|                         | Partido Socialista Operário Espanhol | 444 451   | 29,19 / 100,00  | 13,59 | 11 / 32   | 3       |
|                         | União, Progresso e Democracia        | 93 197    | 6,12 / 100,00   | 4,59  | 0 / 32    | Estável |
|                         | Esquerda Unida                       | 85 814    | 5,64 / 100,00   | 3,13  | 0 / 32    | Estável |
|                         | Outros (com menos de 1,00%)          | 30 834    | 2,03 / 100,00   |       | 0 / 32    |         |
| Votos Inválidos         | Votos Inválidos                      | 47 337    | 3,09 / 100,00   | 1,16  |           |         |
| Total                   | Total                                | 1 544 743 | 100,00 / 100,00 |       | 32 / 32   |         |
| Eleitorado/Participação | Eleitorado/Participação              | 2 166 857 | 71,29 / 100,00  | 6,37  |           |         |

#### Castela-Mancha
| Partido                 | Partido                              | Votos     | %               | +/-   | Deputados | +/-     |
| ----------------------- | ------------------------------------ | --------- | --------------- | ----- | --------- | ------- |
|                         | Partido Popular                      | 654 546   | 55,81 / 100,00  | 6,45  | 14 / 21   | 2       |
|                         | Partido Socialista Operário Espanhol | 355 806   | 30,34 / 100,00  | 14,17 | 7 / 21    | 2       |
|                         | Esquerda Unida                       | 67 817    | 5,78 / 100,00   | 2,85  | 0 / 21    | Estável |
|                         | União, Progresso e Democracia        | 58 224    | 4,96 / 100,00   | 3,87  | 0 / 21    | Estável |
|                         | Outros (com menos de 1,00%)          | 21 426    | 1,85 / 100,00   |       | 0 / 21    |         |
| Votos Inválidos         | Votos Inválidos                      | 32 751    | 2,77 / 100,00   | 1,07  |           |         |
| Total                   | Total                                | 1 190 570 | 100,00 / 100,00 |       | 21 / 21   |         |
| Eleitorado/Participação | Eleitorado/Participação              | 1 571 498 | 75,76 / 100,00  | 4,26  |           |         |

#### Catalunha
| Partido                 | Partido                                  | Votos     | %               | +/-   | Deputados | +/-     |
| ----------------------- | ---------------------------------------- | --------- | --------------- | ----- | --------- | ------- |
|                         | Convergência e União                     | 1 015 691 | 29,35 / 100,00  | 8,42  | 16 / 47   | 6       |
|                         | Partido dos Socialistas da Catalunha     | 922 547   | 26,66 / 100,00  | 18,73 | 14 / 47   | 11      |
|                         | Partido Popular                          | 716 371   | 20,70 / 100,00  | 4,30  | 11 / 47   | 3       |
|                         | Iniciativa pela Catalunha-Esquerda Unida | 280 152   | 8,09 / 100,00   | 3,17  | 3 / 47    | 2       |
|                         | Esquerda Republicana da Catalunha        | 244 854   | 7,07 / 100,00   | 0,76  | 3 / 47    | Estável |
|                         | Plataforma pela Catalunha                | 59 949    | 1,73 / 100,00   | Novo  | 0 / 47    | Novo    |
|                         | Votos em Branco                          | 50 879    | 1,47 / 100,00   | 1,33  | 0 / 47    | Estável |
|                         | União, Progresso e Democracia            | 39 650    | 1,15 / 100,00   | 0,98  | 0 / 47    | Estável |
|                         | Outros (com menos de 1,00%)              | 66 883    | 1,92 / 100,00   |       | 0 / 47    |         |
| Votos Inválidos         | Votos Inválidos                          | 119 334   | 3,43 / 100,00   | 1,36  |           |         |
| Total                   | Total                                    | 3 516 310 | 100,00 / 100,00 |       | 47 / 47   |         |
| Eleitorado/Participação | Eleitorado/Participação                  | 5 396 341 | 65,16 / 100,00  | 5,14  |           |         |

#### Ceuta
| Partido                 | Partido                                     | Votos  | %               | +/-   | Deputados | +/-     |
| ----------------------- | ------------------------------------------- | ------ | --------------- | ----- | --------- | ------- |
|                         | Partido Popular                             | 20 968 | 65,93 / 100,00  | 10,82 | 1 / 1     | Estável |
|                         | Partido Socialista Operário Espanhol        | 6 445  | 20,26 / 100,00  | 20,21 | 0 / 1     | Estável |
|                         | Coligação Caballas                          | 1 712  | 5,38 / 100,00   | Novo  | 0 / 1     | Novo    |
|                         | União, Progresso e Democracia               | 1 061  | 3,34 / 100,00   | 2,02  | 0 / 1     | Estável |
|                         | Esquerda Unida-Partido Democrático e Social | 576    | 1,81 / 100,00   | 1,14  | 0 / 1     | Estável |
|                         | Outros (com menos de 1,00%)                 | 544    | 1,70 / 100,00   |       | 0 / 1     |         |
| Votos Inválidos         | Votos Inválidos                             | 976    | 3,05 / 100,00   | 1,45  |           |         |
| Total                   | Total                                       | 32 282 | 100,00 / 100,00 |       | 1 / 1     |         |
| Eleitorado/Participação | Eleitorado/Participação                     | 60 723 | 53,16 / 100,00  | 10,16 |           |         |

#### Comunidade Valenciana
| Partido                 | Partido                              | Votos     | %               | +/-   | Deputados | +/- |
| ----------------------- | ------------------------------------ | --------- | --------------- | ----- | --------- | --- |
|                         | Partido Popular                      | 1 390 233 | 53,32 / 100,00  | 1,73  | 20 / 33   | 1   |
|                         | Partido Socialista Operário Espanhol | 697 474   | 26,75 / 100,00  | 14,22 | 10 / 33   | 4   |
|                         | Esquerda Unida                       | 169 786   | 6,51 / 100,00   | 3,80  | 1 / 33    | 1   |
|                         | União, Progresso e Democracia        | 146 064   | 5,60 / 100,00   | 4,90  | 1 / 33    | 1   |
|                         | Compromís                            | 125 306   | 4,81 / 100,00   | 3,73  | 1 / 33    | 1   |
|                         | Outros (com menos de 1,00%)          | 49 680    | 1,91 / 100,00   |       | 0 / 33    |     |
| Votos Inválidos         | Votos Inválidos                      | 60 547    | 2,30 / 100,00   | 0,78  |           |     |
| Total                   | Total                                | 2 639 090 | 100,00 / 100,00 |       | 33 / 33   |     |
| Eleitorado/Participação | Eleitorado/Participação              | 3 557 828 | 74,18 / 100,00  | 4,66  |           |     |

#### Estremadura
| Partido                 | Partido                              | Votos   | %               | +/-   | Deputados | +/-     |
| ----------------------- | ------------------------------------ | ------- | --------------- | ----- | --------- | ------- |
|                         | Partido Popular-Estremadura Unida    | 339 237 | 51,18 / 100,00  | 9,03  | 6 / 10    | 1       |
|                         | Partido Socialista Operário Espanhol | 246 514 | 37,19 / 100,00  | 15,10 | 4 / 10    | 1       |
|                         | Esquerda Unida                       | 37 766  | 5,70 / 100,00   | 2,75  | 0 / 10    | Estável |
|                         | União, Progresso e Democracia        | 22 913  | 3,46 / 100,00   | 2,69  | 0 / 10    | Estável |
|                         | Outros (com menos de 1,00%)          | 8 629   | 1,30 / 100,00   |       | 0 / 10    |         |
| Votos Inválidos         | Votos Inválidos                      | 17 242  | 2,58 / 100,00   | 1,06  |           |         |
| Total                   | Total                                | 672 301 | 100,00 / 100,00 |       | 10 / 10   |         |
| Eleitorado/Participação | Eleitorado/Participação              | 909 565 | 73,91 / 100,00  | 4,64  |           |         |

#### Galiza
| Partido                 | Partido                              | Votos     | %               | +/-   | Deputados | +/-     |
| ----------------------- | ------------------------------------ | --------- | --------------- | ----- | --------- | ------- |
|                         | Partido Popular                      | 864 567   | 52,53 / 100,00  | 8,67  | 15 / 23   | 4       |
|                         | Partido Socialista Operário Espanhol | 457 633   | 27,81 / 100,00  | 12,83 | 6 / 23    | 4       |
|                         | Bloco Nacionalista Galego            | 184 037   | 11,18 / 100,00  | 0,33  | 2 / 23    | Estável |
|                         | Esquerda Unida                       | 67 751    | 4,12 / 100,00   | 2,75  | 0 / 23    | Estável |
|                         | União, Progresso e Democracia        | 19 969    | 1,21 / 100,00   | 0,66  | 0 / 23    | Estável |
|                         | Outros (com menos de 1,00%)          | 25 134    | 1,53 / 100,00   |       | 0 / 23    |         |
| Votos Inválidos         | Votos Inválidos                      | 53 750    | 3,24 / 100,00   | 1,49  |           |         |
| Total                   | Total                                | 1 672 841 | 100,00 / 100,00 |       | 23 / 23   |         |
| Eleitorado/Participação | Eleitorado/Participação              | 2 688 816 | 62,21 / 100,00  | 8,27  |           |         |

#### Madrid
| Partido                 | Partido                              | Votos     | %               | +/-   | Deputados | +/-  |
| ----------------------- | ------------------------------------ | --------- | --------------- | ----- | --------- | ---- |
|                         | Partido Popular                      | 1 719 709 | 50,97 / 100,00  | 1,78  | 19 / 36   | 1    |
|                         | Partido Socialista Operário Espanhol | 878 724   | 26,05 / 100,00  | 13,63 | 10 / 36   | 5    |
|                         | União, Progresso e Democracia        | 347 354   | 10,30 / 100,00  | 6,56  | 4 / 36    | 3    |
|                         | Esquerda Unida                       | 271 209   | 8,04 / 100,00   | 3,38  | 3 / 36    | 2    |
|                         | Equo                                 | 65 169    | 1,93 / 100,00   | Novo  | 0 / 36    | Novo |
|                         | Outros (com menos de 1,00%)          | 56 547    | 1,68 / 100,00   |       | 0 / 36    |      |
| Votos Inválidos         | Votos Inválidos                      | 70 619    | 2,08 / 100,00   | 0,61  |           |      |
| Total                   | Total                                | 3 409 331 | 100,00 / 100,00 |       | 36 / 36   | 1    |
| Eleitorado/Participação | Eleitorado/Participação              | 4 653 779 | 73,26 / 100,00  | 5,82  |           |      |

#### Melilha
| Partido                 | Partido                              | Votos  | %               | +/-   | Deputados | +/-     |
| ----------------------- | ------------------------------------ | ------ | --------------- | ----- | --------- | ------- |
|                         | Partido Popular                      | 17 828 | 66,71 / 100,00  | 17,68 | 1 / 1     | Estável |
|                         | Partido Socialista Operário Espanhol | 6 766  | 25,32 / 100,00  | 22,78 | 0 / 1     | Estável |
|                         | União, Progresso e Democracia        | 992    | 3,71 / 100,00   | 2,57  | 0 / 1     | Estável |
|                         | Equo                                 | 427    | 1,60 / 100,00   | Novo  | 0 / 1     | Novo    |
|                         | Outros (com menos de 1,00%)          | 217    | 0,81 / 100,00   |       | 0 / 1     |         |
| Votos Inválidos         | Votos Inválidos                      | 804    | 3,00 / 100,00   | 1,37  |           |         |
| Total                   | Total                                | 27 034 | 100,00 / 100,00 |       | 1 / 1     |         |
| Eleitorado/Participação | Eleitorado/Participação              | 54 690 | 49,43 / 100,00  | 14,25 |           |         |

#### Múrcia
| Partido                 | Partido                              | Votos     | %               | +/-   | Deputados | +/-     |
| ----------------------- | ------------------------------------ | --------- | --------------- | ----- | --------- | ------- |
|                         | Partido Popular                      | 471 851   | 64,22 / 100,00  | 2,98  | 8 / 10    | 1       |
|                         | Partido Socialista Operário Espanhol | 154 225   | 20,99 / 100,00  | 11,86 | 2 / 10    | 1       |
|                         | União, Progresso e Democracia        | 45 984    | 6,26 / 100,00   | 5,32  | 0 / 10    | Estável |
|                         | Esquerda Unida                       | 41 896    | 5,70 / 100,00   | 2,76  | 0 / 10    | Estável |
|                         | Outros (com menos de 1,00%)          | 14 042    | 1,91 / 100,00   |       | 0 / 10    |         |
| Votos Inválidos         | Votos Inválidos                      | 13 556    | 1,84 / 100,00   | 0,40  |           |         |
| Total                   | Total                                | 741 554   | 100,00 / 100,00 |       | 10 / 10   |         |
| Eleitorado/Participação | Eleitorado/Participação              | 1 000 624 | 74,11 / 100,00  | 5,47  |           |         |

#### Navarra
| Partido                 | Partido                               | Votos   | %               | +/-   | Deputados | +/-     |
| ----------------------- | ------------------------------------- | ------- | --------------- | ----- | --------- | ------- |
|                         | Partido Popular-União do Povo Navarro | 126 516 | 38,21 / 100,00  | 1,01  | 2 / 5     | Estável |
|                         | Partido Socialista Operário Espanhol  | 72 892  | 22,02 / 100,00  | 12,74 | 1 / 5     | 1       |
|                         | Amaiur                                | 49 208  | 14,86 / 100,00  | -     | 1 / 5     | -       |
|                         | Geroa Bai                             | 42 415  | 12,81 / 100,00  | 5,58  | 1 / 5     | Estável |
|                         | Esquerda Unida                        | 18 251  | 5,51 / 100,00   | 2,24  | 0 / 5     | Estável |
|                         | União, Progresso e Democracia         | 6 829   | 2,06 / 100,00   | 1,29  | 0 / 5     | Estável |
|                         | Equo                                  | 3 656   | 1,10 / 100,00   | Novo  | 0 / 5     | Novo    |
|                         | Outros (com menos de 1,00%)           | 4 611   | 1,39 / 100,00   |       | 0 / 5     |         |
| Votos Inválidos         | Votos Inválidos                       | 12 062  | 3,62 / 100,00   | 1,46  |           |         |
| Total                   | Total                                 | 336 440 | 100,00 / 100,00 |       | 5 / 5     |         |
| Eleitorado/Participação | Eleitorado/Participação               | 488 211 | 68,91 / 100,00  | 3,15  |           |         |

#### País Basco
| Partido                 | Partido                              | Votos     | %               | +/-   | Deputados | +/-     |
| ----------------------- | ------------------------------------ | --------- | --------------- | ----- | --------- | ------- |
|                         | Partido Nacionalista Basco           | 324 317   | 27,41 / 100,00  | 0,30  | 5 / 18    | 1       |
|                         | Amaiur                               | 285 290   | 24,11 / 100,00  | 16,99 | 6 / 18    | 6       |
|                         | Partido Socialista Operário Espanhol | 255 013   | 21,55 / 100,00  | 16,59 | 4 / 18    | 5       |
|                         | Partido Popular                      | 210 797   | 17,81 / 100,00  | 0,72  | 3 / 18    | Estável |
|                         | Esquerda Unida                       | 43 717    | 3,69 / 100,00   | 0,77  | 0 / 18    | Estável |
|                         | União, Progresso e Democracia        | 21 282    | 1,80 / 100,00   | 0,86  | 0 / 18    | Estável |
|                         | Equo                                 | 15 351    | 1,30 / 100,00   | Novo  | 0 / 18    | Novo    |
|                         | Outros (com menos de 1,00%)          | 14 057    | 1,17 / 100,00   |       | 0 / 18    |         |
| Votos Inválidos         | Votos Inválidos                      | 25 881    | 2,18 / 100,00   | 0,63  |           |         |
| Total                   | Total                                | 1 195 705 | 100,00 / 100,00 |       | 18 / 18   |         |
| Eleitorado/Participação | Eleitorado/Participação              | 1 775 548 | 67,34 / 100,00  | 3,31  |           |         |

#### La Rioja
| Partido                 | Partido                              | Votos   | %               | +/-   | Deputados | +/-     |
| ----------------------- | ------------------------------------ | ------- | --------------- | ----- | --------- | ------- |
|                         | Partido Popular                      | 95 124  | 54,70 / 100,00  | 5,19  | 3 / 4     | 1       |
|                         | Partido Socialista Operário Espanhol | 54 066  | 31,09 / 100,00  | 12,54 | 1 / 4     | 1       |
|                         | União, Progresso e Democracia        | 10 367  | 5,96 / 100,00   | 4,68  | 0 / 4     | Estável |
|                         | Esquerda Unida                       | 7 995   | 4,60 / 100,00   | 2,66  | 0 / 4     | Estável |
|                         | Outros (com menos de 1,00%)          | 3 565   | 2,04 / 100,00   |       | 0 / 4     |         |
| Votos Inválidos         | Votos Inválidos                      | 5 590   | 3,19 / 100,00   | 1,39  |           |         |
| Total                   | Total                                | 176 707 | 100,00 / 100,00 |       | 4 / 4     |         |
| Eleitorado/Participação | Eleitorado/Participação              | 242 800 | 72,78 / 100,00  | 6,51  |           |         |

## Reações
Com a vitória do Partido Popular nas eleições legislativas para o Congresso, subsequentemente, seu líder, Mariano Rajoy, se elegeu como primeiro-ministro. Após a vitória, Mariano Rajoy disse que governará "a serviço da Espanha e de todos os espanhóis, procurando que em circunstância alguma alguém se sinta excluído da tarefa comum", e sobre a crise de desemprego que afeta o país, ele disse que "não haverá milagres, nós não os prometemos, mas nós vimos outras vezes que quando as coisas são bem feitas, elas produzem resultados". Vários chefes de Estado ligaram para Mariano após a vitória para lhe dar as felicitações, e entre eles estão o presidente da França Nicolas Sarkozy, o primeiro-ministro britânico David Cameron, a chanceler da Alemanha Angela Merkel, o presidente do México Felipe Calderón, e a presidenta do Brasil Dilma Rousseff.